# Ansty (Dorset)
Ansty – wieś w Anglii, w hrabstwie Dorset. Leży 17 km na północny wschód od miasta Dorchester i 172 km na południowy zachód od Londynu.